# Economia (Aristòtil)

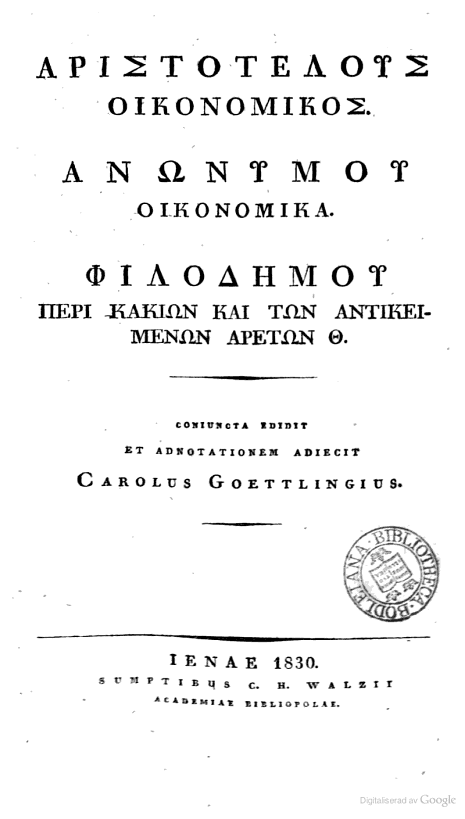
Coberta de llibre d'una edició de Oikonomikos de 1830.

L'Economia (grec antic: Οίκονομικά: llatí: Oeconomica) és una obra adscrita a Aristòtil. La majoria dels investigadors moderns l'atribueixen a un estudiant d'Aristòtil o del seu successor Theofrast.
El títol d'aquesta obra significa "administració de casa" i és derivat de la paraula grega, οἶκος, oikos, significant "casa/feines domèstiques". El terme inclou l'administració de la família, com es coneix habitualment avui dia, i també defineix els rols que els membres de la llar haurien de tenir. En un sentit ampli, la llar és el principi de l'economia en general. Les activitats naturals i quotidianes de mantenir una casa són essencials per als inicis de l'economia. Des de l'agricultura, la neteja i la cuina, fins a la contractació de treballadors i la protecció de la propietat, les activitats familiars poden oferir un model per a una major comprensió de la societat moderna. Els dos llibres que componen aquest tractat exploren el significat de l'economia i demostren que té molts aspectes diferents.

## Llibre I
El llibre I es divideix en sis capítols que comencen per definir l'economia. El text comença descrivint que l'economia i la política difereixen de dues formes principals: primer, en els temes amb què tracten i, segon: el nombre de governants implicats. Com a propietari d'una casa, només hi ha un governant en una economia, mentre que la política implica molts governants. Els practicants d'ambdues ciències tractarien de fer el millor ús de les seves disciplines per tal de prosperar.
Una casa està formada per un home i la seva propietat. A continuació, l'agricultura és la forma més natural d'aprofitar aquesta propietat. L'home hauria de trobar una esposa. Els nens haurien de venir a continuació perquè podran cuidar la llar a mesura que l'home es vagi envellint. Aquests són els temes que formen part de l'àrea econòmica.
Els deures d'una esposa són el següent tema important. Una dona hauria de ser tractada amb respecte pel seu marit, i ella l'ajudaria portant els fills. Un home hauria de ser modest en els seus encontres sexuals amb la seva dona, i no obsessionar-se en les experiències sexuals. La dona hauria d'alimentar i atendre els aspectes habituals de la llar. Els seus deures haurien de centrar-se en mantenir l'administració interna de la casa. El marit hauria d'haver-se persuadit en la creença que mai s'hauria equivocat amb la seva esposa.
A continuació, l'home involucrat en l'agricultura necessitarà esclaus per ajudar-lo a complir els seus deures. Un esclau hauria de rebre aliments per al seu treball, però hauria de ser disciplinat. El deure d'un home hauria de comprendre la supervisió de tots els aspectes de la seva terra, ja que n'és el propietari. La qualitat de la seva terra no s'hauria de deixar només als altres, perquè la gent no respecta la propietat d'un mateix, com ho faria naturalment el seu propietari. Com a bon administrador, un home hauria d'incorporar quatre qualitats a la possessió de la riquesa. L'adquisició de terrenys i la seva custòdia en són claus. L'ús intel·ligent dels resultats, en els productes que es poden vendre, i l'increment de la seva riquesa, esdevindrien els aspectes clau d'una bona administració.
El llibre I, doncs, consistiria en una introducció que mostraria la formació bàsica d'una economia. Mentre que cada home realitzi aquestes funcions, el sistema implicarà la compra i venda de propietats, i un estil de vida florent donarà suport a la civilització. Amb aquestes pautes bàsiques, l'home podrà acumular riquesa i estimular l'economia global.

## Llibre II
El llibre segon comença amb la idea que hi ha quatre tipus diferents d'economies. Aquestes són: l'economia reial, l'economia satràpica, l'economia política, i l'economia personal. Qui vulgui participar amb èxit i amb solidesa en una economia, necessita conèixer totes les característiques de la part de l'economia en què participa.
| Economia                                                                              | Especialitats | Informació addicional |
| ------------------------------------------------------------------------------------- | --- | --- |
| Economia reial – La més senzilla i més important - Concerneix al rei                  | Monedes, importacions, exportacions, despeses                                                                                           | Fins a l'administració superior del rei per decidir el valor de les monedes encunyades, prestacions dels mercats i altres mercaderies                     |
| Economia sàtrapa - El mitjancer entre les economies -Implica al governador provincial | Sis tipus d'ingressos: de la terra, de productes especials, de les mercaderies, dels impostos, del bestiar, de tots els altres recursos | - Els funcionaris governamentals treballen amb els funcionaris reials - La font mes important d'ingressos: terra, recursos escassos, mercaderies          |
| Economia política - La mes variada i fàcil -“L'economia de la ciutat”                 | Es l'economia de la ciutat Economia a un nivell més petit                                                                               | - Les fonts d'ingressos inclouen mercaderies, recursos escassos i impostos                                                                                |
| Economia personal - Menys important, força variada - Practicada per l'individu        | Menys important perquè els ingressos i l'intercanvi de diners són petits                                                                | - Els ingressos consisteixen en la terra, propietat, i les inversions - Diverses oportunitats que estableixen el flux de diners, cap objectius específics |

Totes les economies haurien de tenir un principi comú. No importa el que es faci, les despeses no haurien d'excedir els ingressos. Això es remarca com una qüestió important, fonamental per a la noció d'"economia". La resta del segon llibre relaciona esdeveniments històrics que van crear formes importants, en què les economies van començar a funcionar de manera més eficient, i donarien els orígens de certs termes encara en ús.
El tema principal és el flux de diners, a través de qualsevol economia i en els esdeveniments particulars. La guerra, i més concretament, la protecció general dels països, donaria lloc a moltes formes de préstecs, deutes, augment dels impostos i complexes inversions. La guerra exigia un augment de diners per cobrir les despeses. Per tant, llocs com Atenes necessitaven demanar prestats diners a d'altres llocs, o pagar a homes (mercenaris) a través d'arranjaments financers específics. Altres aspectes, com ara el pagament de l'exploració marítima i l'escolarització de la gent, també incrementarien diferents tipus d'intercanvis monetaris, estimulant encara més les economies.
En resum, el tractat ofereix una visió de les pràctiques econòmiques gregues del segle IV, des dels nivells macro fins a diversos nivells micro. L'observació d'aquests aspectes, encara pot ser rellevant avui dia.
El tercer llibre només es coneix des de les versions llatines del grec original, i s'ocupa de la relació entre marit i muller.